# 小清河 (东平湖)
小清河位于山东省东平县，为大汶河最下游的一段河道。该河道是东平湖和黄河之间的水道，也是东平湖唯一的天然出水口。小清河西岸是斑鸠店镇，东侧是旧县乡。其水流自南向北流，将东平湖水汇入黄河，但在黄河泛滥时会自北向南将黄河水倒灌入东平湖。